# Beers Vlierke

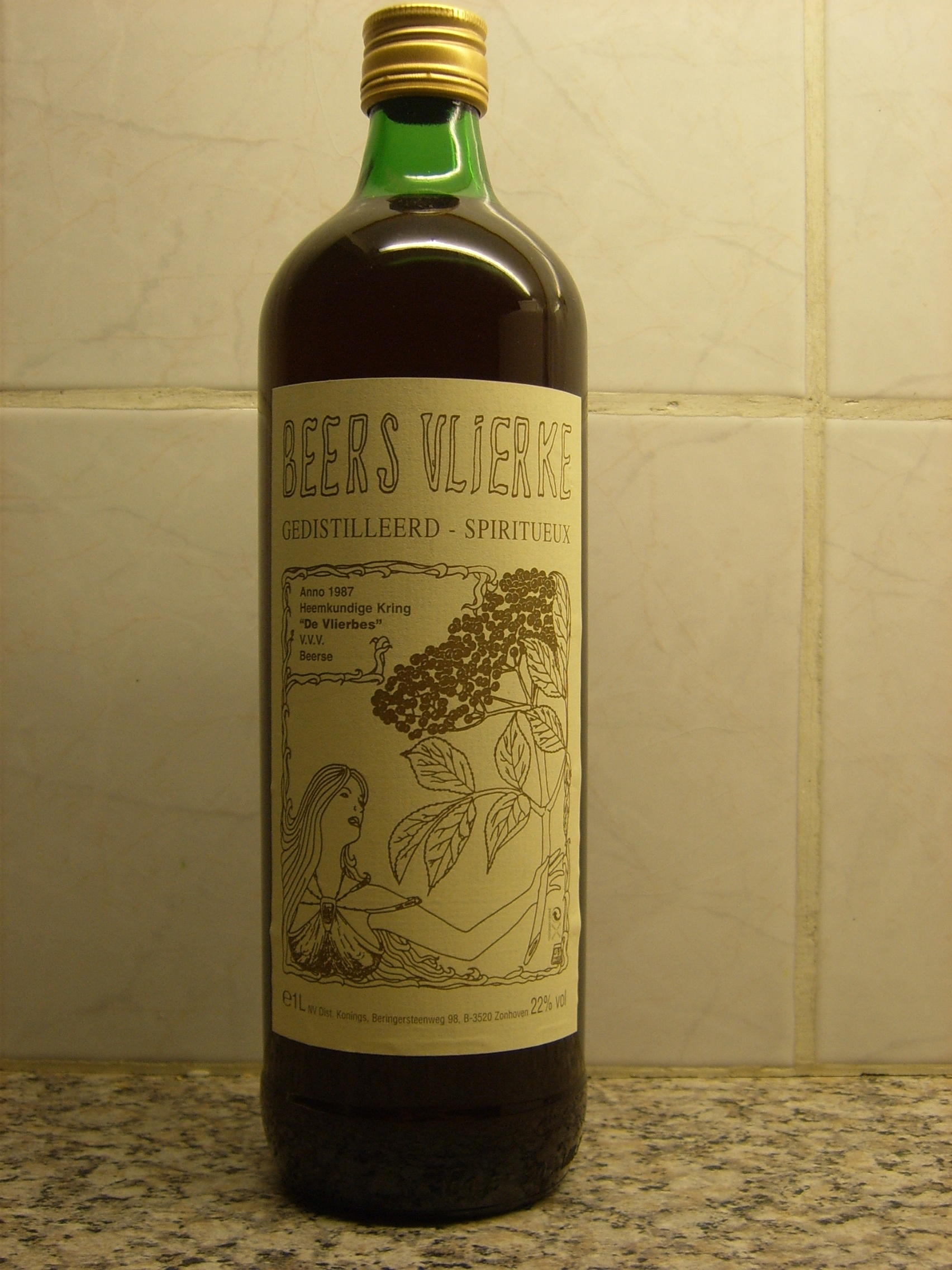
Beers Vlierke

Beers Vlierke is de plaatselijke fruitjenever van de gemeente Beerse (België).
Beers Vlierke wordt gemaakt door graanjenever te mengen met het sap van vlierbessen. Het alcoholpercentage bedraagt 22%. De drank heeft een zoete smaak en krijgt zijn aroma door het vlierbessensap.
De heemkundige kring De Vlierbes en Toerisme Beerse gaven in 1987 opdracht tot de ontwikkeling ervan.
De productie van het Beers Vlierke is in handen van Distillerie Zuidam in Baarle-Nassau (Nederland).

## Verkoop
Beers Vlierke is verkrijgbaar in geschenkflessen van 0,5 liter, maar ook flessen van 1 liter zijn in de handel verkrijgbaar.
Bedrukte borrelglaasjes van Beers Vlierke zijn per setje van drie te koop.

## Trivia
Mensen die in Beerse in het huwelijk treden, krijgen van het gemeentebestuur een fles Beers Vlierke met de bijhorende glaasjes aangeboden.